# Joe Black
Joe Black  är det amerikanska death metal-bandet Malevolent Creations första samlingsalbum, som gavs ut 9 oktober 1996 av Pavement Music.
Albumet innehåller återinspelningar, demo-inspelningar och en cover på Slayers låt "Raining Blood".

## Låtförteckning
1. "Joe Black" – 3:34
2. "Self-Important Freak" – 2:39
3. "Sadistic Perversity" – 3:20
4. "No Salvation" (remix) – 4:06
5. "To Kill" (remix) – 3:50
6. "Tasteful Agony" (remix) – 4:42
7. "Genetic Affliction" ('93 demo-version) – 4:38
8. "Raining Blood" (Slayer-cover) – 3:47
9. "Remnants of Withered Decay" ('90 demo-version) – 3:57
10. "Impaled Existence" ('90 demo-version) – 3:21

## Medverkande
Musiker (Malevolent Creation-medlemmar)
Spår 1–3 (från inspelnings-sessionen av albumet Eternal 1995)
- Phil Fasciana (gitarr)
- Jon Rubin (gitarr)
- Jason Blachowicz (basgitarr, sång)
- Dave Culross (trummor)

Spår 4–6 (kommer från albumet Eternal1995, producerat och remixat av Erich Wytell från Innerface Studios)
- Phil Fasciana (gitarr)
- Jon Rubin (gitarr)
- Jason Blachowicz (basgitarr, sång)

Spår 7 (från demo-inspelningarna 1993 för albumet Stillborn)
- Phil Fasciana (gitarr)
- Jon Rubin (gitarr)
- Jason Blachowicz (basgitarr)
- Brett Hoffman (sång)
- Larry Hawke (trummor)

Spår 8 (från albumet Stillborn 1993)
- Phil Fasciana (gitarr)
- Jon Rubin (gitarr)
- Jason Blachowicz (basgitarr)
- Brett Hoffman (sång)
- Alex Marquez (trummor)

Spår 9–10 (tagna från Demo 1990)
- Phil Fascina (gitarr)
- Jon Rubin (gitarr)
- Brett Hoffman (sång)
- Mark Van Erp (basgitarr)
- Mark Simpson (trummor)